# Perioada Edo
Perioada Edo (江戸時代, Edo jidai) sau perioada Tokugawa (徳川時代, Tokugawa jidai) este perioada cuprinsă între 1603 și 1867 din istoria Japoniei, când Japonia a fost sub stăpânirea shogunatului Tokugawa și a celor 300 de daimyo regionali ai țării.

## Cronologia Erei Edo (Tokugawa) (1603-1868)
1603 - Tokugawa Ieyasu își ia titlul de shogun în Edo.
1605 - Tokugawa Ieyasu predă titlul de shogun fiului său Tokugawa Hidetada, care va fi shogun până în anul 1623.
1609 - Este stabilit un punct de comerț cu vase olandeze la Hirado.
1611 - Go-Miyuno-o devine împărat (până în anul 1629).
1612 - Reîncepe persecutarea credinței creștine.
1613 - Este stabilit un punct de comerț englez la Hirado.
1614 - Începe asediul  castelului Osaka.
1615 - Cucerirea castelului Osaka și înfrângerea moștenitorilor și suporterilor lui Toyotomi Hideyoshi. Tokugawa Ieyasu controlează acum Japonia.
1615 - Tokugawa Ieyasu impune un cod de conduită nobilimii din Kyoto. 
1616 - Comerțul cu străinii este limitat la Nagasaki și Hirado. Tokugawa Ieyasu moare.
1622 - Are loc execuția misionarilor și a celor convertiți la creștinism.
1623 - Tokugawa Iemitsu devine al treilea shogun Tokugawa până în anul 1651. Englezii abandonează punctul de comerț de la Hirado și ideea de a mai face comerț cu Japonia
1624 - Spaniolii sunt alungați din țară.
1629 - Myosho devine împărăteasă (până în anul 1643).
1635 - Toate problemele religioase sunt aduse în fața Superintendentului Templelor și Altarelor (Sankin-Kotai).
1636 - Japonezilor le este interzis să părăsească țara. Negustorii portughezi sunt obligați să rămână în insula Dejima la Nagasaki.
1637-1638 - Răscoala Shimabara.
1639 - Negustorii portughezi sunt alungați din țară. Este aplicată politica excluderii totale (Sakoku Rei).
1640 - Misiunea diplomatică portugheză din Macao este executată. Japonezilor le este ordonat să se înscrie la un templu la alegerea lor.
1641 - Negustorii olandezi sunt mutați de la Hirado și sunt obligați să rămână la Dejima. Chinezii sunt obligați să rămână la Nagasaki.
1643 - Go-Komyo devine împărat (până în anul 1654).
1644-1694 - Matsuo Basho - primul și cel mai bun autor de haiku. S-a născut samurai dar a devenit un poet.
1651 - Tokugawa Ietsuna devine al patrulea shogun Tokugawa (până în anul 1680).
1653-1724 - Trăiește scriitorul Chikamatsu Monzaemon. 
1655 - Go-Sai devine împărat (până în anul 1663).
1657 - Marele foc din Edo.
1663 - Reigen devine împărat (până în anul 1687).
1680 - Tokugawa Tsunayoshi devine al șaselea shogun Tokugawa (până în anul 1709).
1681-1683 - Era Tenna.
1687 - Higashiyama devine împărat (până în anul 1709).
1688-1705 - Epoca Genroku. Prima mare expansiune culturală a acestei ere are centrele în Kyoto și Osaka. Întregul pământ este acum evaluat la 25,8 milioane koku.
1701-1703 - Incidentul celor 47 ronini. Dupa ce cei 47 ronini au ucis un daimyo din Edo ca răzbunare pentru moartea fostul lor daimyo stăpân, le este ordonat să se sinucidă prin seppuku astfel ridicând legea civilă deasupra acceptării onoarei militare.
1709 - Tokugawa Ienobu devine al șaselea shogun Tokugawa (până în anul 1713).
Nakamikado devine împărat până în anul 1735.
1713 - Tokugawa Ietsugu devine al șaptelea shogun Tokugawa (până în anul 1716).
1716 - Tokugawa Yoshimune devine al optulea shogun Tokugawa (până în anul 1745).
1716-1735 - Era Kyoho.
1720 - Este ridicată interdicția asupra importării de cărți străine și traduceri chinezești (cu excepția cărților care abordează în mod direct creștinismul).
1721 - Începe recensământul de cinci ani. Populația este aproximată la 30 milioane.
1735 - Sakuramachi devine împărat (până în anul 1747).
1742 - Începe codificarea legilor Bakufu.
1745 - Tokugawa Ieshige devine al nouălea shogun Tokugawa până în anul 1760.
1747 - Momozono devine împărat (până în anul 1762).
1753-1806 - Kitagawa Utamaro - artist Ukiyo-e, faimos pentru tablourile sale reprezentând femeia "ideală".
1760 - Tokugawa Ieharu devine al zecelea shogun Tokugawa (până în anul 1786}.
1760-1849 - Katsushika Hokusai - artist Ukiyo-e, faimos pentru tablourile sale de peisaje.
1762 - Go-Sakuramachi devine împărat (până în anul 1771).
1771 - Go-Momozono devine împărat (până în anul 1779).
1780 - Kokaku devine împărat (până în anul 1817).
1781-1788 - Era Temmei.
1787 - Tokugawa Ienari devine al unsprezecelea shogun Tokugawa.
1789-1801 - Era Kansei.
1792 - O corabie rusească intră în portul Nemuro cerând deschiderea de relații comerciale pentru Rusia. Cererea este respinsă, dar le este permis să intre în schimb în Nagasaki.
1797-1858 - Ando Hiroshige - artist Ukiyo-e, faimos pentru cele "53 de poziții ale drumului Tokaido" și alte tablouri de peisaje.
1798 - Shogunatul începe închiderea insulei Hokkaido.
1804-1829 - Perioada Bunka-Bunsei. A doua expansiune majoră culturală din era Tokugawa cu centrul în Edo.
1804 - O corabie rusească intră în portul Nagasaki cerând concesii comerciale. Sunt refuzați iar corabia pleacă după șase luni.
1808 - O fregată engleză intră în portul Nagasaki sub pavilion olandez căutând alte corăbii olandeze. Pleacă fără a găsi nici una și fără a bombarda portul după cum amenințase.
1811 - Un avanpost japonez capturează un ofițer de marină rusesc. Îl rețin, dar se poartă bine cu el.
1811 - Este organizat departamentul traducătorilor oficiali de cărți occidentale în interiorul Bakufu.
1813 - Rușii capturează un negustor al Bakufu și îl schimbă cu ofițerul de marină rusesc capturat în anul 1811.
1817 - Ninko devine împărat (până în anul 1846).
1819 - O corabie engleză intră în golful Uraga. Urmează o confruntare armată cu japonezii înainte ca ei să plece.
1824 - O corabie engleză acostează pe o insulă de pe coasta Satsuma. O confruntare armată urmează înainte ca ei să plece.
1825 - Bakufu emite ordine către toate autoritățile să alunge toate navele.
1830-1844 - Era Tempo. Recolta este slabă în toată țara între anii 1824 si 1832.
1833 - Foametea cuprinde părțile nordice ale Japoniei.
1836 - Foamete națională.
1840 - Datoriile către negustorii din Osaka totalizează mai mult de 60 milioane ryo (1 ryo de aur = 1 koku de orez).
1832 - Întregul pământ este acum evaluat la 30,4 milioane koku.
1837 - Oshio Heihachiro (până recent un judecător din orașul Osaka) conduce un atac împotriva castelului Osaka pentru a lua controlul orașului și a ușura locuitorii orașului care mureau de foamete. Revolta este în scurt timp înfrântă.
1837 - Tokugawa Ienari demisionează. Tokugawa Ieyoshi devine al doisprezecelea shogun Tokugawa (până în anul 1853)- cu toate că Tokugawa Ienari păstrează controlul politic. O navă comercială americană, "The Morrison" intră în golful Edo dar este alungată de către tunuri la Uraga. Nava merge la Kagoshima, dar este alungată și de acolo.
1841 - Fostul shogun Tokugawa Ienari moare. Tokugawa Ieyoshi începe restaurarea oficialilor guvernamentali și implementarea reformelor Tempo. Sub conducerea lui Mizuno Tadakuni, Bakufu încearcă să reobțină controlul asupra afacerilor daimyo, dar în final se va dovedi fără succes.
1842 - Este emis un ordin care cere alungarea tuturor navelor parcate în porturi, dar permițând navelor care au stricăciuni produse de furtună sau celor naufragiate, care au nevoie de mâncare, combustibil sau apă să intre în port.
1844-1848 - Era Koka.
1845 - Mizuno Tadakuni este înlocuit din funcție (pentru cea de-a doua și ultima oară) în dizgrație. Alți asociați de-ai lui sunt întemnițați.
1846 - Komei devine împărat.
1852 - Olandezii avertizează Bakufu că navele lui Comodorului Perry vor veni să deschidă granițele Japoniei.
1853 - Tokugawa Iesada devine al treisprezecelea shogun Tokugawa (până în anul 1858).
Iulie 8, 1853 - Comodorul Perry ajunge la Uraga cu o scrisoare pentru shogun cerându-i deschiderea de relații comerciale cu Statele Unite. El lasă scrisoarea și spune că va reveni pentru răspuns la începutul anului 1854, înainte de a porni spre Okinawa pentru petrecerea iarnii.
1854 - Bakufu cere opinia tuturor daimyo și a împăratului pentru a stabili cum să procedeze cu cererile Comodorului Perry. 
Februarie 1854 - Comodorul Perry se reîntorce la Edo. Este semnat Tratatul de la Kanagawa cu Statele Unite care prevedea: deschiderea porturilor Hakodate și Shimoda pentru navele Statelor Unite pentru aprovizionare, promisiunea unui tratament onorabil al marinarilor naufragiați și acceptarea locuirii unui viitor consul al Statelor Unite la Shimoda.
1856 - Townsend Harris ajunge în Shimoda ca primul consul al Statelor Unite în Japonia.
1858 - Tokugawa Iemochi devine al patrusprezecelea shogun Tokugawa (până în anul 1866).
1858 - Este semnat Tratatul de prietenie și comerț cu Statele Unite, oferind comerț liber în șase porturi, permițând reședințe străine permanente în Edo și Osaka, și tarife comerciale normale.
1860 - 80 de oficiali samurai sunt trimiși în Washington D.C. pentru a ratifica Tratatul de prietenie și comerț.
1860 - Ii Naosuke este asasinat în Edo.
1862 - Sistemul Sankin Kotai este anulat.
1862 - Shogunul, Tokugawa Iemochi, merge la Kyoto unde este chemat de către împărat.
1863 - Legația engleză din Edo este atacată și distrusă prin incendiere. Navele de razboi engleze atacă și distrug Kagoshima din Satsuma ca revanșă pentru asasinarea unui englez în Edo în anul 1862.
Samuraii din familia Choshu sunt alungați din Curtea Imperială din Kyoto de către Bakufu cu ajutorul trupelor din Aizu și Satsuma.
1864 - Nave engleze, franceze și ale Statelor Unite atacă și distrug Shimonoseki în Choshu pentru că au dat foc navelor occidentale de pe coastă.
Are loc expediția familiei Tokugawa împotriva familiei Choshu pentru că au încercat cucerirea Kyoto-ului. Forțele Tokugawa înving, dar nu fără pierderi.
1865 - Are loc ratificarea imperială a tratatelor cu puterile străine.
1866 - Familiile Choshu și Satsuma încheie un acord secret pentru suport reciproc. A doua expediție a familiei Tokugawa împotriva familiei Choshu. Forțele Tokugawa sunt învinse ușor.
Ianuarie 1867 - Tokugawa Yoshinobu devine al cincisprezecelea și ultimul shogun Tokugawa. El acceptă postul fără tragere de inimă, dar odată ajuns în funcție încearcă să refacă Bakufu sub îndrumare franceză. (Englezii sprijineau familiile Choshu și Satsuma).
Februarie 1867 - Împăratul Komei moare. Are loc încoronarea noului împărat Mastsuhito (Meiji).
Noiembrie 1867 - Tokugawa Yoshinobu demisionează din funcția de shogun datorită unui compromis gândit de Tosa (Memoriul Tosa). Urmărind acest plan, autoritatea politică a shogunului se reîntoarce la împărat în timp ce șeful casei Tokugawa își menține pământurile și continuă să fie prim ministru.
Ianuarie 3, 1868 - Forțe din Satsuma, Echizen, Owari, Tosa și Aki nu acceptă Memoriul Tosa și capturează castelul Tokugawa. Tokugawa este retrogradat la nivelul de daimyo, și administrația țării se reîntoarce la împărat. Shogunatul este dizolvat - Restaurația Meiji.
Ianuarie 1868 - Tokugawa Yoshinobu acceptă Restaurația și își retrage trupele la Osaka. La sfârșitul lunii, alte forțe Tokugawa încearcă să recucerească Kyoto-ul dar sunt înfrânte de către forțele Satsuma, Choshu și Tosa. Bătălia finală s-a dat la Toba-Fushimi. Alte forțe Tokugawa din nord rezistă încă mult; flota Tokugawa rezistă în Hokkaido până în anul 1869, dar această bătălie practic sfârșește dominația Tokugawa.